# Poszon
A poszon a hanbok kiegészítője, hagyományos koreai zoknitípus, melyet férfiak és nők egyaránt viseltek. Jellegzetessége a kissé csúcsos, láb formájú alakja, bővebb lábfejrésszel és szárral. Egyéb nevei: csoki (족의, 足衣), csokkon (족건, 足件 vagy mal (말, 襪). Több típusa is létezik varrástechnikától és funkciótól függően, a gyerekek színes szalagos zoknija például a thare poszon (타래버선).

## Története
Nem tudni, pontosan mikor kezdtek el a koreaiak zoknit hordani, valószínűleg a nadrágból vagy a podzsagiból (egyfajta csomagolásra használta kendő) fejlődhetett ki. Az 1527-ben íródott Humong csahö (훈몽자회,訓蒙字會) posjonmal (보션말) néven említi. A koreai három királyság idejében a selyemzoknit a nemesek viselték, a Csoszon-korban fehér pamutból készültek és rangtól függetlenül mindenki hordta.

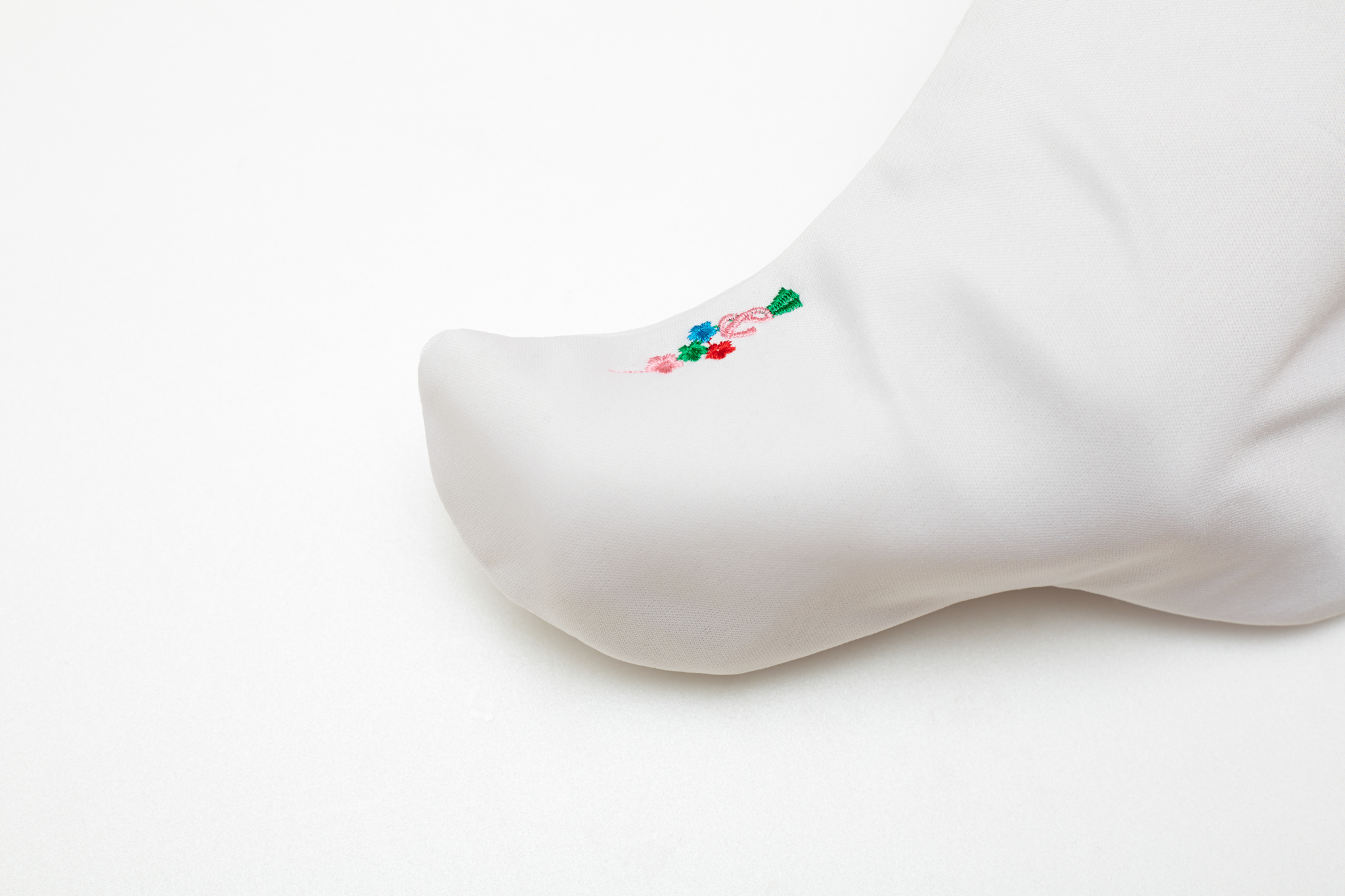
poszon

## Fordítás
- Ez a szócikk részben vagy egészben  a   Beoseon című angol Wikipédia-szócikk ezen változatának fordításán alapul.  Az eredeti cikk szerkesztőit annak laptörténete sorolja fel. Ez a jelzés csupán a megfogalmazás eredetét és a szerzői jogokat jelzi, nem szolgál a cikkben szereplő információk forrásmegjelöléseként.